# Alfhild Tamm
Anna Alfhild Tamm, född 16 maj 1876 i Tveta socken, Stockholms län, död 1 november 1959, var en svensk läkare och psykoanalytiker. Hon var Sveriges första kvinnliga psykiater.
Efter mogenhetsexamen 1895 i Stockholm blev Tamm medicine kandidat 1900 och medicine licentiat vid Karolinska institutet 1905. Hon var amanuens vid Stockholms hospital (Konradsberg) 1904–1906, biträdande läkare vid Piteå hospital 1906–1907, underläkare vid Kristinehamns hospital 1907–1908, amanuens vid Serafimerlasarettets nervklinik 1908 samt innehade egen praktik i Stockholm 1909–1946 och därefter på Lidingö.
Tamm var skolläkare vid Åhlinska skolan i Stockholm 1913–19, vid Statens folkskoleseminarium 1913–1925, vid Föreningen för sinnesslöa barns vårds skola på Slagsta 1914–1928, vid Stockholms folkskolors poliklinik för talrubbningar 1916–1932, vid Stockholms folkskolors hjälpklasser 1920–1932 och Stockholms stads sinnesslöskola 1925–1932. År 1951 promoverades hon till medicine hedersdoktor vid Karolinska institutet.
Tamm utbildade sig hos Sigmund Freud i Wien och var en av dem som införde och utvecklade psykoanalysen i Sverige. Hon tog 1934 initiativet till Svensk-finska psykoanalytiska föreningen (från 1943 Svenska psykoanalytiska föreningen) och var dess ordförande fram till 1947. Hon hade även särskilt stort intresse för talrubbningar. Bland hennes skrifter märks Talrubbningar och deras behandling (1916), Medfödd ordblindhet (1927) och Ett sexualproblem (1930). Den sistnämnda var en kontroversiell skrift om onani ur psykoanalytiskt perspektiv.